# Demminer SV 91
Demminer SV 91 is een Duitse sportclub uit Demmin, Mecklenburg-Voor-Pommeren.

## Geschiedenis
De club werd opgericht als de BSG Demminer Verkehrsbetriebe. Vanaf 1958 speelde de club in de Bezirksliga, toen de vierde klasse en vanaf 1963 de derde. In 1973 promoveerde de club naar de DDR-Liga. Na één seizoen moest de club echter al een stap terugzetten. Een nieuwe promotie volgde in 1977 maar ook nu kon het behoud niet verzekerd worden. Er volgde een tweede degradatie op rij en de club speelde tot aan het einde van de DDR in de Bezirksklasse, met uitzondering van seizoen 1983/84 toen ze weer in de Bezirksliga speelden.
Na de Duitse hereniging in werd in 1991 de huidige naam aangenomen. De club speelt nu in de lagere reeksen.